# 矢口海
矢口 海（やぐち うみ、1982年2月21日 - ）は、福島県出身の女優、作曲家、ギタリストである。EBAプロダクション所属。

## 概要
女優・音楽家としての活動のみならず、「強ドル」という企画PVの為にキックボクシングに従事する等、幅広く活躍している。

## 人物
- 趣味：フットサル・ゲーム
- 特技：ギター・柔道・キックボクシング、作曲

## 主な活動

### イベント出演
- 東京ゲームショウ
- 2002FIFAワールドカップ（アテンド）

### 音楽活動
- 「sorachoco」（声優・花村怜美＆稲村優奈のユニット）サポートギタリスト
- 中嶋清心（雑誌「Happie」モデル）サポートギタリスト

### CM、PV出演
- JCBカードCM
- キリンビバレッジ「アミノパーフェクト」通販用イメージPV
- MBS（毎日放送）イメージPV

### テレビ
- 恋愛ミルフィーユ（日本テレビ・2010年3月31日）

### その他
- 週刊SPA!（グラビア）